# Baie de Saint-Augustin
Pour les articles homonymes, voir Saint-Augustin.
La baie de Saint-Augustin est une baie de la côte sud-ouest de Madagascar, partie du canal de Mozambique. Elle accueille un îlot de 24 hectares appelé Nosy Ve.

## Faune
- Monticole du littoral (endémique)